# Ciel Heintz
Ciel Heintz (Arnhem, 1949) is een Nederlandse publiciste en schrijfster. Zij vormt samen met Liesbeth van Erp het schrijversduo Liza van Sambeek.
Heintz volgde de opleiding Verpleegkunde. Ze was vervolgens docent drama aan de Amsterdamse theaterschool. Ze zette een adviesbureau op en publiceerde drie boeken op het gebied van zelfmanagement. Daarna is ze samen met Liesbeth van Erp gaan schrijven, onder meer het boek Zadelpijn en ander damesleed (2003). In 2006 schreef ze onder de naam Ciel van Sambeek het boek Stormvleugels.
Ciel Heintz is getrouwd en heeft twee dochters.